# Cherbonniera utriculus
Cherbonniera utriculus is een zeekomkommer uit de familie Molpadiidae.
De wetenschappelijke naam van de soort werd in 1974 gepubliceerd door Myriam Sibuet.